# Санкт-Лоренцен-бай-Шайфлинг
Санкт-Лоренцен-бай-Шайфлинг (нем. Sankt Lorenzen bei Scheifling) — коммуна (нем. Gemeinde) в Австрии, в федеральной земле Штирия. 
Входит в состав округа Мурау.  Население составляет 628 человек (на 31 декабря 2005 года). Занимает площадь 41,99 км². Официальный код  —  6 14 23.

## Политическая ситуация
Бургомистр коммуны — Карл-Франц Эбердорфер (АНП) по результатам выборов 2005 года.
Совет представителей коммуны (нем. Gemeinderat) состоит из 9 мест.
- АНП занимает 4 места.
- СДПА занимает 4 места.
- АПС занимает 1 место.